# Palliser-Inseln
Die Palliser-Inseln (französisch Îles Palliser) sind eine Inselgruppe innerhalb des Tuamotu-Archipels in Französisch-Polynesien. Die zehn Korallenatolle der Inselgruppe liegen im äußersten Nordwesten der Tuamotus. Etwa ein Drittel der Bevölkerung des Tuamotu-Archipels lebt auf den Palliser-Inseln. 
Zu den Palliser-Inseln gehören folgende Atolle:
- Apataki
- Aratika
- Arutua
- Fakarava
- Kaukura
- Mataiva
- Rangiroa
- Makatea
- Tikehau
- Toau

## Geschichte
Die Atollgruppe erhielt ihren Namen durch James Cook, der sie am 19. bzw. 20. April 1774 entdeckte. Hugh Palliser war ein guter, langjähriger Freund von Cook, der dessen Entdeckungsfahrten finanziell unterstützte und deren Publikation förderte. So benannte Cook auch eine Bucht auf der neuseeländischen Nordinsel (Palliser Bay) und den südlichsten Punkt der Nordinsel (Cape Palliser) nach seinem Förderer.